# Sheriff (band)
Sheriff was een Canadese rockband, die opgericht werd in 1979, door Arnold David Lanni (toetsenbord/gitaar) en Steve DeMarchi (gitaar). Ze werden gecompleteerd door Freddy Curci (zang), Wolf D. Hassel (bas) en Rob Eliot (drums).

## Biografie
In 1982 kwam het gelijknamige album uit, waarbij met name het grote vocale bereik van Freddy Curci opviel. Op het album stond onder andere het nummer When I'm with you. Het bereikte in 1983 de 61e plaats in de Billboard Hot 100. Zes jaar later echter bereikte het nummer alsnog de 1e plaats in de Billboard Hot 100, dankzij een DJ in Las Vegas die het nummer vaak draaide. Opmerkelijk was dat het nummer de eerste positie bereikte zonder videoclip en ook dat de band op dat moment al een aantal jaar uit elkaar was gegaan. In 1985 ging de band uit elkaar.
Er waren toen plannen voor een reünie, maar die werd tegengehouden door Arnold David Lanni en Wolf D Hassel, die de rechten bezaten op de naam. Zij wilden verdergaan met hun nieuw gevormde band, genaamd Frozen Ghost. Ook Freddy Curci en Steve DeMarchi begonnen na Sheriff een nieuwe band, genaamd Alias.